# Richatformationen

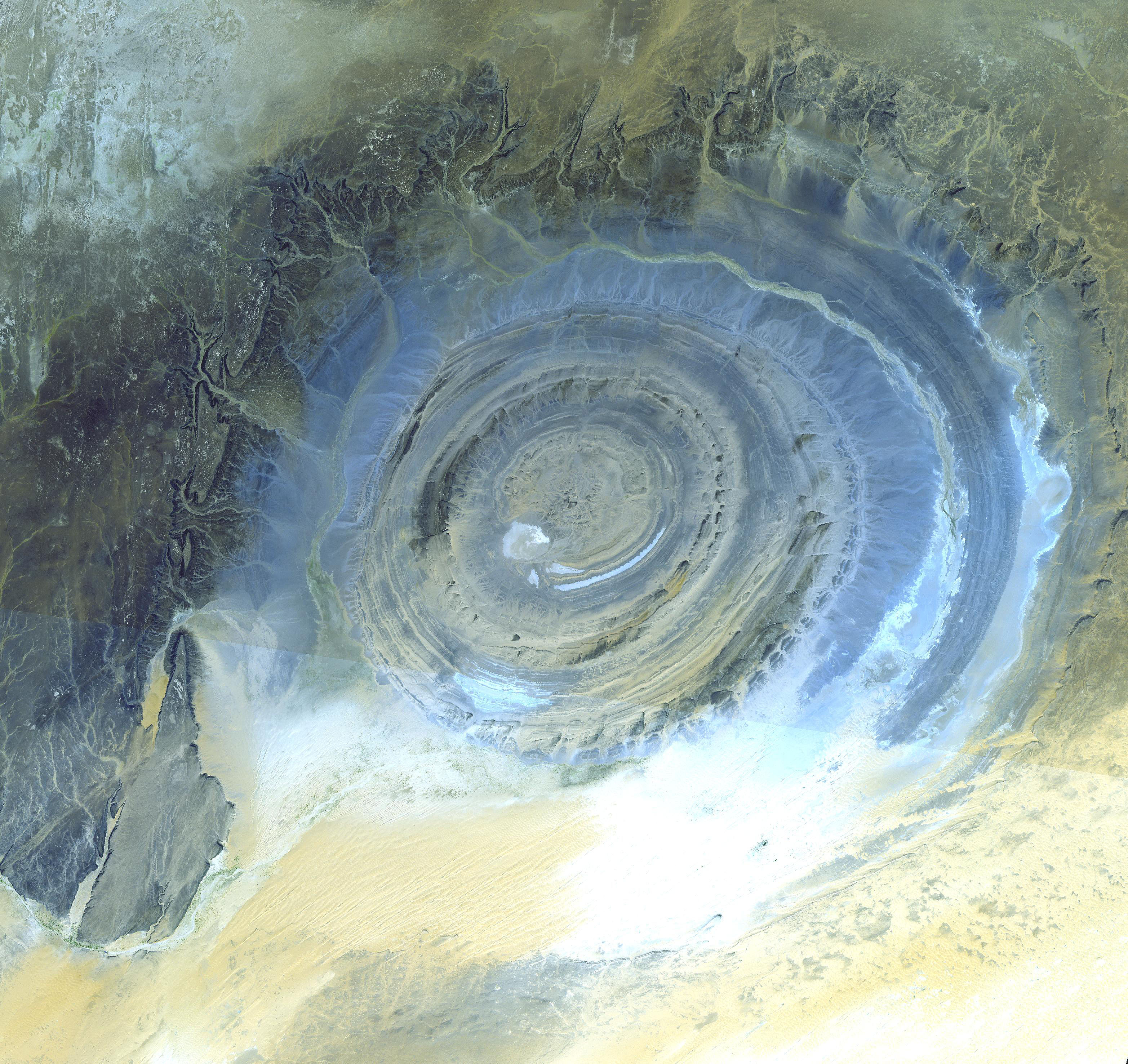
Saharas öga

Richatformationen (arabiska: قلب الريشات, Qalb ar-Rīšāt, Guelb el-Richat), även kallad Saharas öga eller Afrikas öga, är en cirkulär geologisk formation i västra Sahara. Den är belägen nära Ouadane i Mauretanien.
Formationen har tilldragit sig ökad uppmärksamhet av forskare sedan de första rymdfärderna då den observerades från rymden. Den antar sett från ovan formen av ett gigantiskt öga eller en ammonit med en diameter av cirka 45 km.
Flera möjliga förklaringar till dess uppkomst har framlagts, inklusive att formationen skulle bildats genom ett meteoritnedslag eller vulkanisk aktivitet. Teorier gör gällande att det skulle vara en domformad antiklinal, som skapats genom vulkanisk veckning och genom erosion blivit synlig på jordytan.
Det ringformade mönstret kan även vara ett resultat av vinderosion. En kanadensisk geologisk expedition undersökte platsen 2005.

## Konspirationsteorier
Saharas öga har av flera konspirationsteoretiker hävdats vara det Atlantis som Platon beskrev, trots att det vetenskapliga konsensuset är att Atlantis var en fiktiv metafor och inte en verklig geografisk plats. Skeptikern Steven Novella menar att strukturen varken överensstämmer med Platons beskrivning av Atlantis eller visar några spår av att en stad någonsin byggts på platsen.